# Pierwyj Woin
Pierwyj Woin (ros. Первый Воин) – wieś (dieriewnia) w Rosji, w obwodzie orłowskim, w rejonie mceńskim. W 2010 liczyła 1010 mieszkańców.